# شیطان بزرگ

شیطان بزرگ، کارِ کارلوس لاتوف

شیطان بزرگ اصطلاحی پروپاگاندایی است که نظام جمهوری اسلامی ایران به‌طور عمومی اما غیررسمی بر کشور آمریکا اطلاق می‌کند.
این اصطلاح نخستین بار پس از تسخیر سفارت آمریکا توسط بنیانگذار نظام جمهوری اسلامی ایران، سید روح‌الله خمینی بکار برده شد.
به ادعای خبرگزاری فارس، روزنامه‌هایی نظیر فیگارو و سیاتل تایمز چندین بار از این واژه برای ذکر نام آمریکا استفاده کرده‌اند.

## تاریخچه
دولت پس از انقلاب ۵۷ ایران، ایالات متحده و انگلستان را به عنوان کشورهای امپریالیستی در نظر گرفته‌است که سابقه دخالت طولانی در امور داخلی ایران را دارند. در سال ۱۹۰۷، یک توافق‌نامه انگلیسی و روسی بین روسیه و انگلیس، ایران را به حوزه‌های نفوذ تقسیم کرد و حاکمیت ایران نادیده گرفته شد، در سال ۱۹۵۳، در زمان جنگ سرد، مقامات اطلاعاتی بریتانیا و دولت رئیس‌جمهور آمریکا دوایت آیزنهاور عملیات مشترک انگلیسی-آمریکایی را برای سرنگونی محمد مصدق، نخست‌وزیر منتخب برنامه‌ریزی کردند. این عملیات با نام رمز عملیات آژاکس شناخته شد. در ابتدا کودتای نظامی شکست خورد و شاه محمدرضا پهلوی از کشور فرار کرد. پس از شورش‌های گسترده و با کمک سیا و سرویس‌های اطلاعاتی انگلیس، مصدق شکست خورد و شاه به قدرت بازگشت و حمایت از منافع نفتی غرب (عمدتا انگلیس) را تضمین کرد و به تهدید توسعه کمونیستی پایان داد. ژنرال فضل‌الله زاهدی، رهبری کودتای نظامی، نخست‌وزیر شد.
در سال ۱۹۶۵ خمینی به دلیل انتقاد از انقلاب سفید و حق به زنان، اصلاحات ارضی و لایحه‌ای که به پرسنل ارتش آمریکا مصونیت دیپلماتیک برای جنایات مرتکب شده در ایران، تبعید شد. در اوایل دهه ۱۹۷۰، بسیاری از ایرانیان با دولت شاه مخالفت کردند. خمینی سرانجام به ایران بازگشت و انقلاب ۱۹۷۹ ایران را رهبری کرد. در جریان انقلاب ایران، تظاهرکنندگان معمولاً شعارهایی مانند «مرگ بر شاه»، «استقلال، آزادی، جمهوری اسلامی» و «مرگ بر آمریکا» سر می‌دادند.

## تعریف
به نقل از خمینی در ۵ نوامبر ۱۹۷۹، «[آمریکا] شیطان بزرگ، مار زخمی است.» این واژه در طول و پس از انقلاب اسلامی بسیار مورد استفاده قرار گرفت و همچنان در برخی محافل سیاسی ایران به کار می‌رود. استفاده از این اصطلاح در تجمعات اغلب با فریادهای «مرگ بر آمریکا» در مجلات دانشگاهی استفاده می‌شود.

## شیطان کوچک
دولت اسرائیل در سال ۱۹۷۹ توسط ایت الله خمینی هنگامی که در مورد حمایت اسرائیل از شاه، روابط نزدیک آن با آمریکا و درگیری مداوم اسرائیل و فلسطین صحبت می‌کرد، به عنوان «شیطان کوچک» محکوم شد. معمر قذافی، رهبر سابق لیبی نیز در مصاحبه ای در ژوئیه ۱۹۸۰ اظهار داشت که «اسرائیل شیطان کوچک است».